# Franz de Ronzier

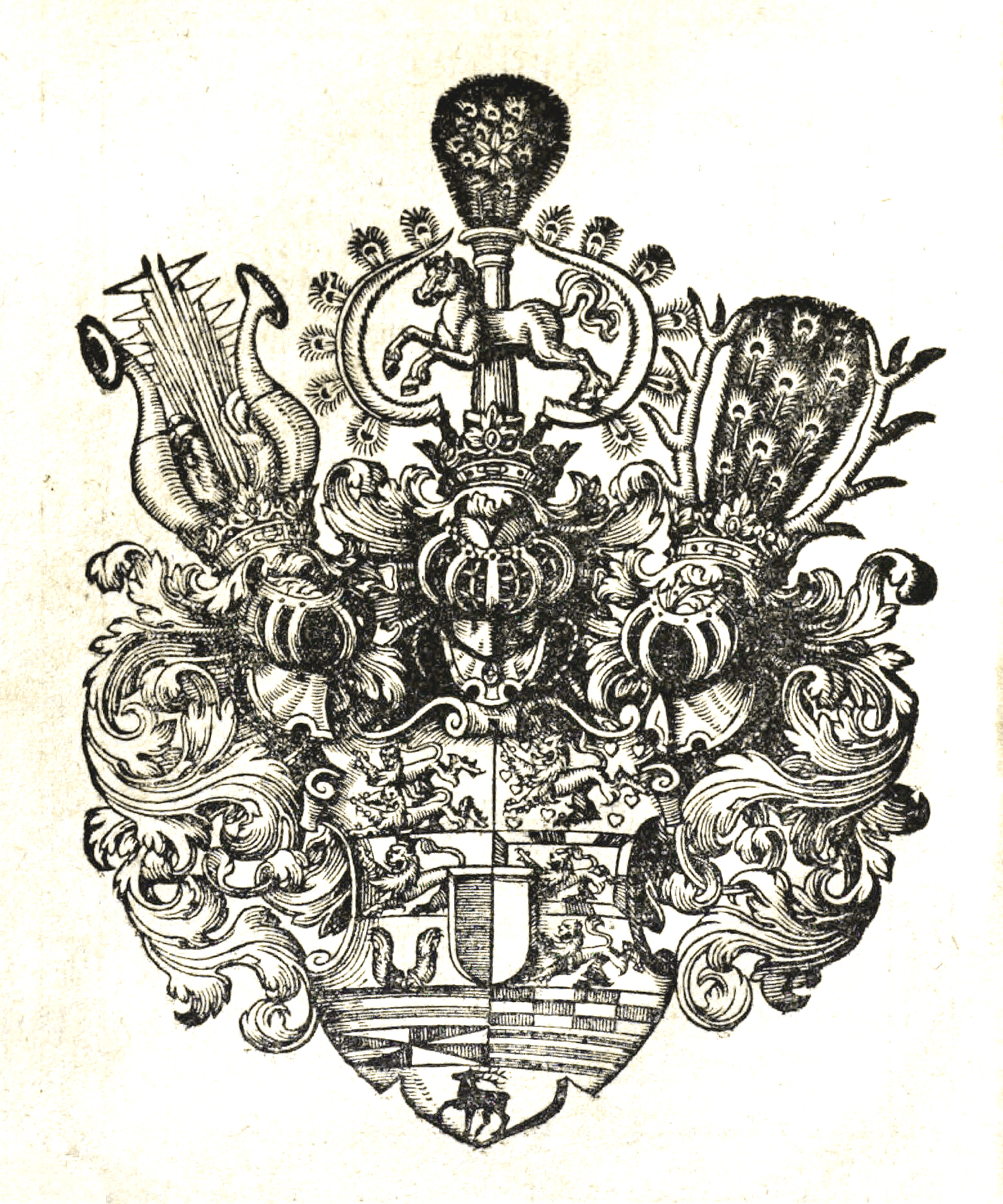
Wappen von Herzog Heinrich Julius von Braunschweig-Wolfenbüttel von 1598; Holzschnitt aus dem Misburger Kochbuch von Franz de Rontzier

Franz de Ronzier (auch: Franz de Rontzier und Frantz de Rontzier; geboren vor 1557; gestorben um 1614 oder um 1615) war ein Herzoglich Braunschweig-Lüneburgischer Mundkoch und ist in dieser Funktion bis Mai 1614 nachgewiesen. Er diktierte ein opulentes, mehr als 2600 Rezepte umfassendes Kochbuch, das „für die Kulturgeschichte der Kochkunst [ein] bedeutendes Zeugnis“ des 16. Jahrhunderts darstellt.

## Leben
Franz de Ronzier diente ab dem Jahr 1557 als sogenannter Mundkoch „von Haus aus“ anfangs am Hof des welfischen Teil-Fürstentums Calenberg, der Burg Calenberg, nach 1584 dann in der Residenz von Wolfenbüttel.
De Ronzier führte den Meistertitel und erwarb sich überregional „einen sehr guten Ruf“. Er richtete „Schauessen“, Bankette und Gastmähler aus und sorgte bei Bedarf nicht nur am jeweiligen Hofe für das leibliche Wohlergehen der fürstlichen Familie, sondern bekochte diese auch auf Reisen. Ausweislich seiner am 24. September 1585 datierten Bestallung war es ihm zudem erlaubt, nach vorheriger herzoglicher Erlaubnis für andere Fürsten und Adelige zu kochen.
Nach seiner Heirat mit der Hannoveranerin Walburga Wiedemann in Hannover, wo er auch das Bürgerrecht erhielt, nahm das Ehepaar spätestens 1589 seinen Wohnsitz in dem Dorf Misburg im Amt Lauenburg. „Aus dessen Erträgen [kam ihm] aufgrund herzoglicher Verschreibungen eine Vielzahl an Deputaten“ zu.
Ab Anfang der 1590er Jahre diktierte Franz de Ronzier als „fürstlich braunschweigisch bestalter Mundkoch“, der nicht schreiben und lesen konnte, im Auftrag seines Landesherrn, Herzog Heinrich Julius von Braunschweig-Lüneburg, in Misburg sein 2674 Rezepte umfassendes Kunstbuch Von mancherley Essen, Gesotten, Gebraten, Posteten, von Hirschen, Vogelen, Wildtprat, vnd andern Schawessen ..., das in der Fürstlichen Druckerei zu Wolfenbüttel gedruckt wurde.
Vom Umfang übertraf Ronziers Kochbuch deutlich das ältere, bereits 1581 von dem Kurfürstlich-Mainzischen Mundkoch Marx Rumpolt verfasste Newe Kochbuch, dessen Werk aufgrund seiner Ausstattung jedoch ungleich größere Aufmerksamkeit fand. Ronziers „Kunstbuch“ war „deutlich in der Tradition seines Faches verhaftet“, was beispielsweise im intensiven und kräftigen Gebrauch vielfältiger Gewürze zum Ausdruck kommt sowie in der „betont engen Verbindung von Kochkunst und Heilkunst“.

## Kunstbuch
- Kunstbuch Von mancherley Essen, Gesotten, Gebraten, Posteten, von Hirschen, Vogelen, Wildtprat, vnd andern Schawessen, so auff Fürstlichen, vnd andern Pancketen zuzurichten gehörich ... Dergleichen bißhero in druck nicht gesehen, Wolffenbüttel: In der Fürstlichen Druckerey, 1598; Digitalisat über die Österreichische Nationalbibliothek
  - Neudruck der Ausgabe mit einer Beilage von Manfred Lemmer (= Bibliothek alter kulinarischer Werke), Leipzig: Edition Leipzig, 1979